# Giuseppe Lucchese Prezzolini

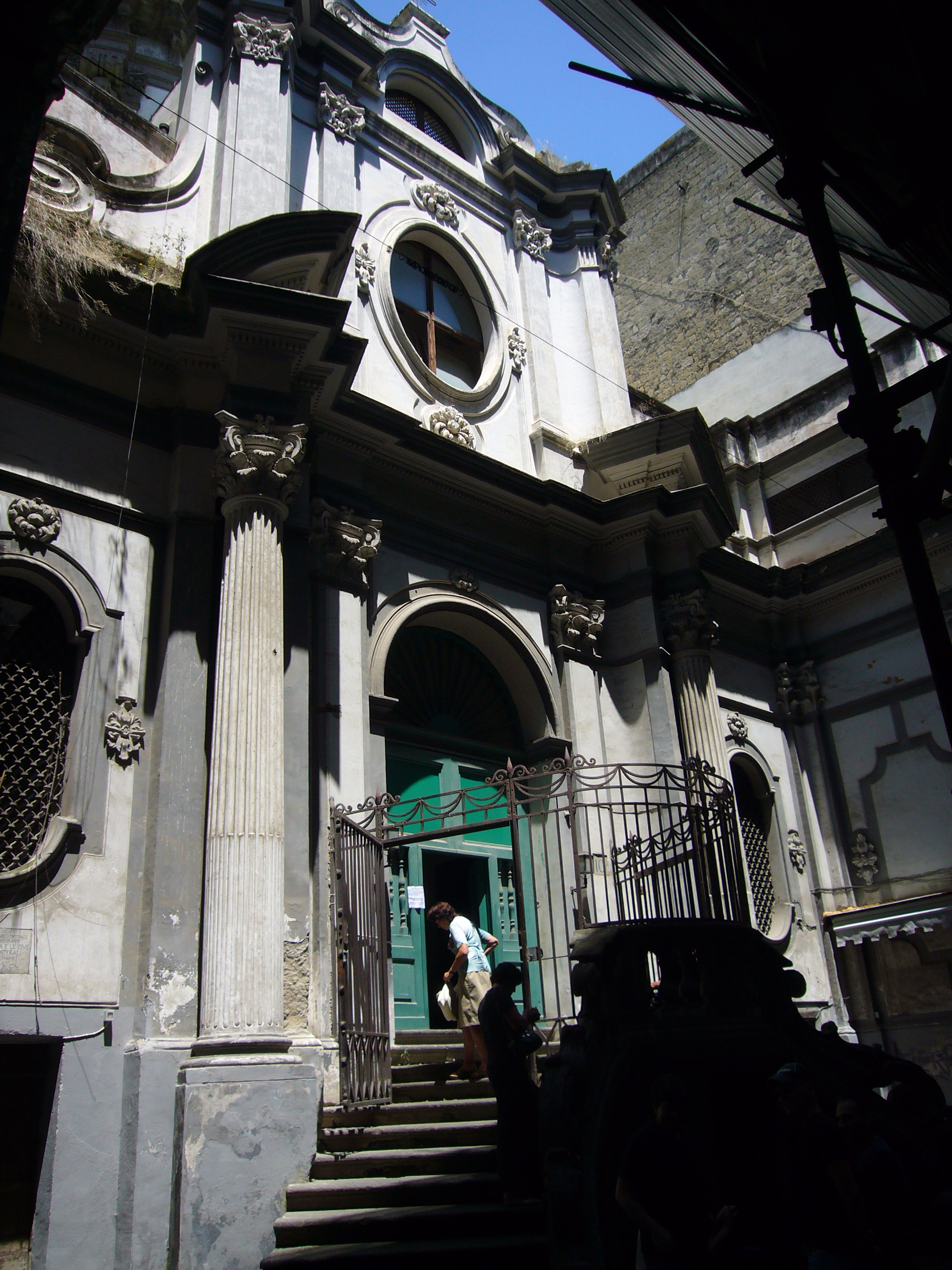
Façade de l'église San Nicola a Nilo.

Giuseppe Lucchese Prezzolini, né à Naples (royaume de Naples) en 1678 et mort dans cette même ville en 1724, est un architecte et ingénieur italien.

## Biographie
Ce fut l'un des architectes napolitains les plus actifs des toutes dernières années du XVIIe siècle et du premier quart du suivant. Son premier travail documenté concerne l'église San Nicola a Nilo en 1696 qui est terminée dans la première décennie du XVIIIe siècle. En 1700, il a effectué des travaux de restauration pour l'église Sant'Arcangelo a Baiano et pour l'église Santa Maria Maggiore alla Pietrasanta.
Il est l'auteur en 1706 du siège des édiles de Portanova, qui fut plus tard décoré de fresques par Nicola Malinconico. En 1709, il est actif auprès du monastère de la Santissima Annunziata d'Aversa; c'est lui en particulier qui dessine le haut clocher contre la Porta Napoli. En 1711, il effectue une reconnaissance de la couverture de l'église Santa Maria Maddalena de' Pazzi, et les deux années suivantes il refait l'orgue de l'église Santa Maria Donnaregina Nuova et restaure, en qualité d'ingénieur, l'église Santa Maria Porta Cœli du vico Zuroli.
En 1713, il est actif à Sorrente, au monastère de la Santissima Annunziata, qu'il remanie de fond en comble. En même temps, il termine l'église San Nicola, dont les travaux se poursuivent jusqu'en 1717. L'architecte conçoit notamment la façade en deux ordres qui domine la perspective. En 1717, il s'occupe de la remise en marche de la fontaine de la cour d'honneur du palais de Giuseppe d'Aponte. l'année suivante, il collabore avec Domenico Antonio Vaccaro à la reconstruction de l'église Santa Maria della Concezione a Montecalvario. Il disparaît prématurément alors qu'il achève le second ordre du clocher du monastère d'Aversa. Son fils Pietro Lucchese poursuit les chantiers de son père.

## Source de la traduction
- (it) Cet article est partiellement ou en totalité issu de l’article de Wikipédia en italien intitulé « Giuseppe Lucchese Prezzolini » (voir la liste des auteurs).